# 伊納里湖
伊納里湖（芬蘭語：Inarijärvi）是芬蘭面積第三大的湖泊，位於芬蘭北部拉普蘭區。處在北極圈範圍內。湖中有多達3318個島嶼，其中最知名的島嶼有豪图马岛（Hautuumaasaari）和乌孔萨里。每年11月到次年6月初期間湖面封凍。